# Ronnie Vannucci
Ronald Dante "Ronnie" Vannucci Jr. (ur. 15 lutego 1976) – perkusista amerykańskiego zespołu rockowego The Killers.

## Życiorys
Vannucci urodził się amerykańskiej parze z włoskimi i niemieckimi korzeniami. Gra na perkusji od dzieciństwa i występuje na scenie już od 6 roku życia. Był członkiem licealnego zespołu jazzowego. Uczęszczał do Clark i Western High School. Po utworzeniu kilku popularnych lokalnie zespołów i doskonaleniu swoich muzycznych umiejętności, rozpoczął studia na University of Nevada, Las Vegas (UNLV), na wydziale perkusji. Vannucci pracował jako fotograf w Chapel of the Flowers, kaplicy ślubnej prz ulicy Las Vegas Strip i grał w zespole ska Attaboy Skip. W 2002 dołączył do Davida Keuninga i Brandona Flowersa, którzy założyli grupę o nazwie The Killers. Ćwiczyli w garażu Vannucciego, a później na UNLV.
Ożenił się z Lisą Ann Yoakum, z którą mieszka w Las Vegas i Park City. Ich ślub odbył się 2 maja 2003.
Vannucci jest współautorem piosenek The Killers (m.in. "Believe Me Natalie", "Spaceman", "Somebody Told Me", "Bones", "On Top"). W wolnym czasie prowadzi ranczo.